# Momies 317a et 317b

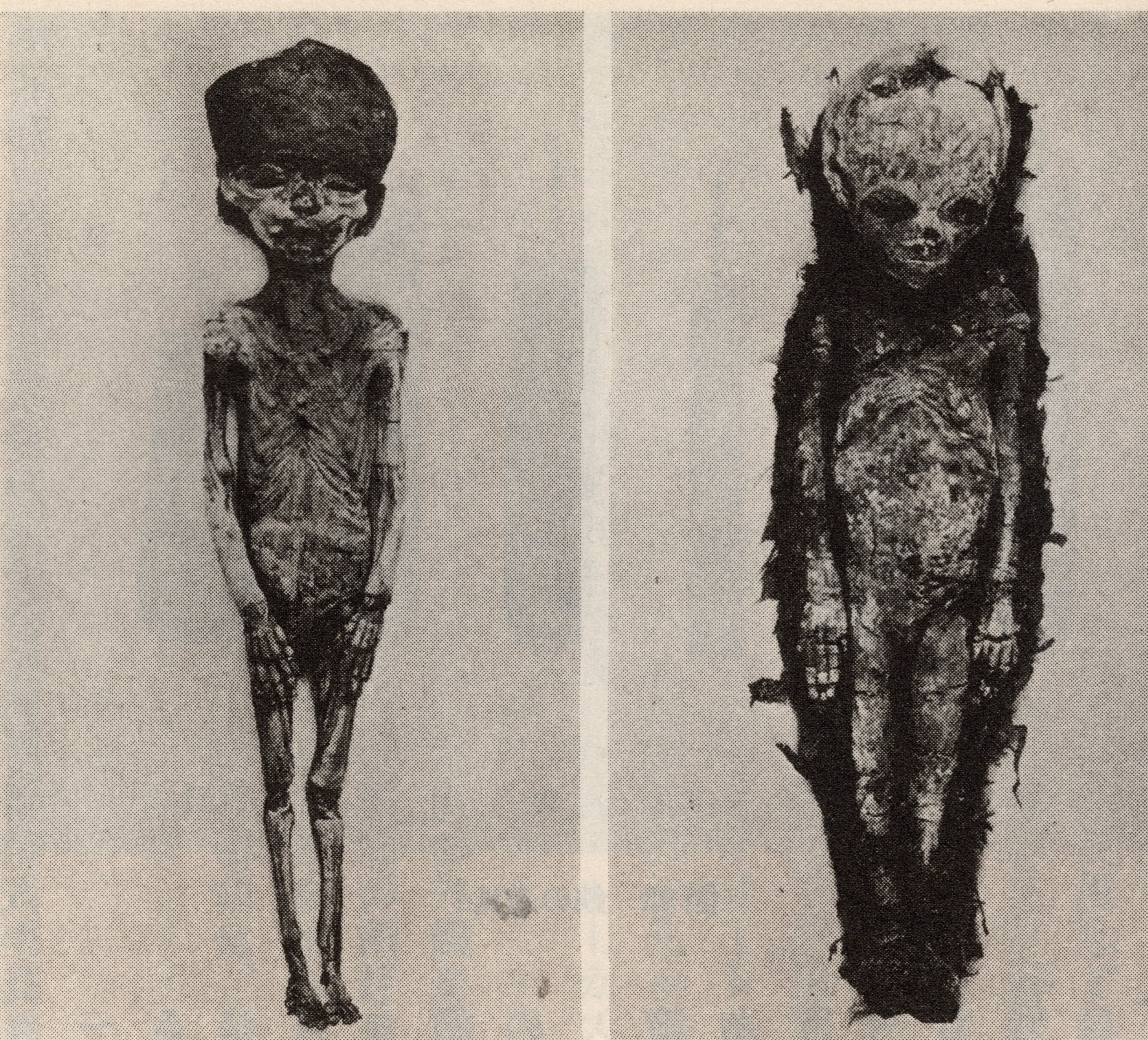
Momies 317a (gauche) et 317b (droite)

Les momies 317a et 317b sont les filles mort-nées du pharaon Toutânkhamon de la XVIIIe dynastie ; leur mère est présumée être sa seule épouse connue, Ânkhésenamon, qui a été provisoirement identifiée comme la momie KV21A,. Elles ont été enterrées dans la tombe de leur père, découverte par Howard Carter en 1922. Les deux bébés n'ont pas de nom, car les inscriptions du cercueil les appellent seulement l'Osiris (le défunt), ils sont donc connus par les numéros attribués par Carter lors de ses fouilles,. Ils ont été examinés plusieurs fois depuis leur découverte, et 317b a été diagnostiqué avec des conditions telles que la difformité de Sprengel et le spina bifida, bien que des analyses plus récentes de CT aient réfuté cela. La momie 317a est celle d'une fille née prématurément à 5-6 mois de gestation, et la momie 317b est celle d'une fille née à terme ou presque. Aucune cause de décès n'a pu être déterminée pour ces deux enfants.

## Découverte
Les momies ont été enterrées dans la tombe de Toutânkhamon, dans le coin nord-est du trésor. Leurs cercueils ont été trouvés dans une boîte en bois ouverte, au-dessus d'une pile d'objets comprenant des sanctuaires ouchebtis, des boîtes et une maquette de bateau ; à côté d'eux se trouvait un autre ensemble de cercueils miniatures emboîtés contenant une mèche de cheveux appartenant à la grand-mère de Toutânkhamon, Tiyi. Le couvercle de la boîte était autrefois attaché et scellé, mais il avait été enlevé par des voleurs dans l'Antiquité et placé derrière la boîte voisine. Les deux cercueils étaient placés côte à côte, tête-bêche ; des copeaux avaient été retirés de l'orteil du plus grand cercueil (317b) afin de fermer le couvercle. Des bandes de lin à la gorge, au milieu et aux chevilles scellaient les cercueils extérieurs ; chacun était fermé par des sceaux en terre marqués du sceau de la nécropole d'un chacal sur neuf captifs. À l'intérieur de chaque cercueil extérieur se trouvait un cercueil intérieur doré, qui contenait à son tour le corps momifié et enveloppé d'un enfant mort-né préservé conformément aux coutumes funéraires de la XVIIIe dynastie. La momie 317a était la plus petite des deux momies et portait un masque de cartonnage doré ; l'autre momie, 317b, était un peu plus grande et n'avait pas de masque[4]. Carter a déballé la plus petite momie, 317a, quelque temps entre leur découverte et leur examen en 1932 par l'anatomiste Douglas Derry, qui a noté l'état déballé. En 1929, les cercueils ont été transférés au Musée égyptien du Caire mais les momies ont été conservées séparément à la Faculté de médecine de l'université du Caire après leurs autopsies de 1932.

## Cercueils
Les momies 317a et 317b ont reçu chacune un ensemble individuel de cercueils intérieur et extérieur en forme de momie. Les deux ensembles sont de conception presque identique, mais diffèrent légèrement en taille, les cercueils extérieurs de 317a et 317b mesurant respectivement 49,5 centimètres et 57,7 centimètres de long. Leur forme et leur décoration imitent celles utilisées par la noblesse et les particuliers de l'époque. Les cercueils extérieurs ont un motif à base de noir orné de dorures. Le défunt est représenté sous la forme d'une momie enveloppée, portant une perruque rayée bleu et or, et un large collier avec des terminaisons à tête de faucon. Les bras sont croisés sur la poitrine et les mains sont en poing mais ne tiennent aucun emblème. Un vautour déploie ses ailes sur l'abdomen et des bandeaux d'inscription verticaux et horizontaux dorés invoquent les divinités du défunt. Les déesses Nephtys et Isis (avec deux piliers djed) sont représentées agenouillées respectivement sur le sommet de la tête et à la base des pieds. Le reste de la surface est rempli de résine noire. Le couvercle de chaque cercueil extérieur était fixé à l'auge par huit tenons.
Les cercueils intérieurs ont un dessin similaire mais sont entièrement recouverts d'une feuille d'or. Les inscriptions hiéroglyphiques sur les deux ensembles de cercueils font référence « uniquement à un Osiris sans nom (c'est-à-dire le défunt) ». Comme aucun nom n'est spécifié pour les enfants, ils sont connus par les numéros d'objets attribués par Carter au cours des fouilles.

## Momies

### 317a

#### Examen initial
Carter aurait déballé cette momie en 1925, bien que ses notes ne soient pas datées. La tête était recouverte d'un masque mortuaire doré qui était « plusieurs tailles trop grandes ». Les enveloppes en lin étaient fixées par cinq bandes horizontales et deux triples bandes longitudinales sur le devant, le dos et les côtés. Les enveloppes avaient une épaisseur de 1,5 centimètre et étaient en mauvais état, avec des coussinets sur la poitrine, les jambes et les pieds pour leur donner une forme. Lors de l'autopsie pratiquée en 1932 par l'anatomiste Douglas Derry, la momie mesurait 25,75 centimètres de long. Il a conclu que la momie était probablement une femme et a estimé que l'âge ne dépassait pas cinq mois de gestation. La peau était « de couleur grisâtre, très rétrécie et fragile », et les os de la poitrine et des mains étaient clairement visibles. Le corps était positionné avec les jambes droites et les mains placées sur le devant des cuisses. Il n'y avait aucun signe de l'incision abdominale typique utilisée pour retirer les organes. La momie n'avait ni sourcils ni cils, probablement en raison de son âge gestationnel précoce, mais des poils soyeux de couleur claire (lanugo) étaient présents sur la tête. Les paupières étaient légèrement ouvertes en raison d'un rétrécissement pendant le processus de momification, car les paupières sont soudées à ce stade de la gestation. Le cordon ombilical a été conservé sur une longueur de 21 millimètres.

#### Scanner CT
Fin juillet 2008, un scanner a été réalisé dans le cadre du projet de la momie égyptienne. La momie s'est avérée être en très mauvais état, ce qui signifie que la détermination du sexe par Derry n'a pas pu être confirmée. Un âge gestationnel de 24,7 semaines (cinq-six mois) a été estimé à partir de la longueur de l'humérus. Le crâne était rempli d'un matériau de haute et de basse densité qui pouvait représenter du tissu cérébral ou du matériel d'embaumement. Le torse était également rempli de contenus de haute et de basse densité qui sont suggérés comme étant des packs d'embaumement, malgré l'absence d'incision, contrairement à la suggestion de Derry d'une conservation par simple dessiccation. Aucune déformation n'a été constatée, et la cause de la mort n'a pu être déterminée.

### 317b

#### Examen initial
Derry a déballé et examiné 317b en 1932. Cette momie n'avait pas de masque, bien que le masque auquel elle était destinée soit probablement celui trouvé plus tôt dans la cachette d'embaumement de Toutânkhamon, KV54. La longueur de la momie enveloppée était de 39,5 centimètres et la longueur du corps lui-même était de 36,1 centimètres. Le mode d'enveloppement était très similaire à celui de la momie plus petite — deux triples bandes longitudinales et quatre bandes transversales autour de la tête, du cou, de l'abdomen et des chevilles — sur un linceul. Sous le linceul se trouvaient onze autres couches de coussinets et de bandages sur les pieds, les jambes, l'abdomen et la poitrine pour donner une forme correcte. La momie a été notée comme n'étant pas aussi bien conservée que la plus petite momie, 317a. Il s'est avéré qu'il s'agissait également d'une femme et que sa gestation était estimée à sept mois. La peau était de la même couleur grisâtre et du même état de fragilité que la momie plus jeune. De fins cheveux subsistaient à l'arrière de la tête (le reste s'étant détaché avec les bandages), et des cils et sourcils étaient présents. Les yeux étaient grands ouverts, ne contenant que les globes oculaires rétrécis. L'intérieur du crâne a été examiné par la fontanelle ouverte et s'est avéré être rempli de linge, inséré par la narine droite. Les jambes étaient étendues et les mains étaient placées paume en bas à côté des cuisses. Elle est probablement morte à la naissance ou peu après, car il y a des indications que le cordon ombilical a été coupé plutôt que de se dessécher naturellement. Une petite incision d'embaumement de 18 millimètres de long a été pratiquée parallèlement au ligament inguinal pour retirer les organes. La cavité corporelle a été bourrée de lin et l'incision a été scellée avec de la graisse animale.

#### Radiographies et sérologie
La momie a été examinée à nouveau en 1978 à l'aide de rayons X et on a constaté qu'elle avait été endommagée au cours des années écoulées, avec le crâne écrasé et des côtes cassées. L'âge a été estimé à 35 semaines de gestation à terme, et on lui a diagnostiqué une déformation de Sprengel, un spina bifida et une scoliose. Une analyse sérologique a déterminé que cette momie avait un groupe sanguin O. Un réexamen ultérieur des radiographies a suggéré que l'enfant pouvait être âgé de 31 semaines seulement, d'après le degré d'ossification.

#### Scanner
Un scanner a également été réalisé sur cette momie en juillet 2008 dans le cadre du projet de momie égyptienne. Elle s'est avérée mieux conservée que la 317a et a donc pu être examinée de manière plus approfondie. Les organes génitaux externes et l'angle sous-pubien ont confirmé que la momie était une femme ; l'âge au décès a été estimé à 36,78 semaines de gestation. Le diagnostic de déformation de Sprengel a été rejeté car, bien que l'omoplate gauche soit six millimètres plus haute que la droite, cela est dû au fait que l'omoplate et la clavicule gauches sont entièrement séparées du corps et tournent vers le haut. Les deux scapulae et clavicules étaient de dimensions normales et comparables. La colonne vertébrale a été trouvée en mauvais état et fracturée post-mortem avec des fragments manquants ; cela a donné l'apparence d'une colonne vertébrale avec des défauts du tube neural, mais aucune anomalie n'a été trouvée. La scoliose a été déterminée comme étant posturale. Des traces de rembourrage inséré sous la peau, utilisé pour redonner une apparence de vie, ont été trouvées dans les jambes ; cela a eu pour conséquence que la cuisse gauche est plus grande que la droite.

## Parenté
Depuis leur découverte, on a supposé que les deux nourrissons étaient les enfants de Toutânkhamon. Carter considérait qu'il y avait « peu de doutes » qu'ils soient les enfants du roi et de sa seule épouse connue, Ânkhésenamon. Les analyses ADN menées entre 2007 et 2009 dans le cadre du projet de la famille de Toutânkhamon n'ont obtenu que des profils ADN partiels pour 317a et 317b. Cependant, cela a été suffisant pour conclure que les deux momies étaient les enfants de Toutânkhamon, avec des probabilités de 99,97992885 % et 99,99999299 % respectivement. Seul un profil ADN partiel a été obtenu pour la momie du tombeau KV21A, mais il suggère qu'elle était la mère des deux enfants. Cependant, les résultats n'étaient pas suffisamment significatifs sur le plan statistique pour être confirmés.

## Circonstances des décès et de l'inhumation
Les causes et les circonstances de leurs décès sont inconnues. Carter attribue leur mort à des causes naturelles (comme une fausse couche) mais se livre à des spéculations sur le fait que les fausses couches ont pu être orchestrées car « un accident pour la future mère aurait rendu le trône vacant pour ceux qui étaient impatients de prendre la relève ».
Carter considérait qu'elles étaient le résultat de deux grossesses distinctes, mais l'enterrement de 317a et 317b dans la tombe de Toutânkhamon a donné lieu à des spéculations selon lesquelles elles seraient mortes à peu près en même temps que lui, ou du moins avant son enterrement. Pour expliquer la présence de deux bébés de tailles différentes issus d'une même grossesse, il a été suggéré qu'il s'agissait de vrais jumeaux atteints du syndrome de transfusion entre jumeaux, ce qui aurait donné un jumeau grand pour son âge gestationnel et un autre beaucoup plus petit. Bien que ce diagnostic ne puisse être ni prouvé ni infirmé par une analyse tomodensitométrique, Hawass et Saleem le considèrent comme une « lointaine possibilité ». Cependant, comme Charlier et ses collègues l'ont souligné dans une réponse, les différentes probabilités d'ADN entre 317a et 317b suffisent à écarter la théorie des jumeaux identiques, ce à quoi Hawass et Saleem souscrivent. La théorie des faux jumeaux morts in utero, 317a mourant en premier et se calcifiant partiellement (lithopédion), avant que 317b ne meure quelques semaines plus tard, est réfutée, car 317a ne présente aucun des signes évidents de lithopédion, et le mauvais état des deux est dû à un stockage inadéquat après leur déballage. Indépendamment de la cause de leur mort, l'enterrement d'enfants royaux avec leur père n'est pas sans précédent à la XVIIIe dynastie, Ouebensenou ayant été enterré dans la tombe de son père Amenhotep II, et Amenemhat, Tentamon et un autre enfant anonyme ayant été enterrés avec Thoutmôsis IV ; tous avaient apparemment précédé leurs pères.